# Совра
Совра (на словенски: Sovra) е село в Словения, Горенски регион, община Жири. Според Националната статистическа служба на Република Словения през 2002 г. селото има 13 жители.